# دموع شارع (مسلسل)
دموع شارع، مسلسل كويتي، من إخراج محمد دحام الشمري، وتأليف فلاح رحيل الشمري.

## الممثلون
شارك في المُسلسل عددًا من الفنانين، منهم:
- منصور المنصور.
- لطيفة المجرن.
- زينب العسكري بدور «ليالي».
- خالد أمين بدور «حسين».
- عبد الإمام عبد الله.
- أحمد الهزيم.
- طيف.
- أحمد الهزيم.
- عبد العزيز المليفي.
- خليفة خليفوه.
- محمد العجيمي.
- رضا علي حسين.
- باسم عبد الأمير.
- أحمد السلمان بدور «أبو وليد».
- فيصل العميري.
- إسماعيل الراشد.
- خالد العجيرب.
- طلال البلوشي.
- مي البلوشي.
- نايف شاهر.
- فرج الفيلكاوي.
- أحمد البارود.